# Julia Roberts
Julia Fiona Roberts, ameriška filmska, televizijska in gledališka igralka ter fotomodel, * 28. oktober 1967, Atlanta, Georgia, Združene države Amerike.
Hollywoodska zvezda je postala potem, ko se je pojavila v filmu Čedno dekle (1990), ki je po svetu vsega skupaj zaslužil več kot 464 milijonov $. Potem, ko je za svoja nastopa v filmih Jeklene magnolije (1989) in Čedno dekle prejela nominaciji za zlati globus in oskarja, je za svojo vlogo v filmu Erin Brockovich (2000) prejela oskarja v kategoriji za »najboljšo igralko«. Njeni filmi Mistična pizza (1988), The Pelican Brief (1993) Moj bivši se poroči (1997), Notting Hill (1999), Pobegla nevesta (1999), Oceanovih 11 (2001), Oceanovih 12 (2004) in Valentinovo (2010) so vsega skupaj iztržili več kot 2,4 milijarde $, s čimer je postala eden izmed najuspešnejših igralcev.
Julia Roberts je ena izmed najbolje plačanih igralk v Hollywoodu in pristala na vrhu »seznama moči« revije Hollywood Reporter najbolje plačanih igralk med letoma 2005 in 2006. Leta 1990 so ji za igranje v filmu Čedno dekle plačali 300.000 $; za film Nasmeh Mona Lise, posnet leta 2003, so ji plačali 25 milijonov $. Do leta 2010 naj bi zaslužila 140 milijonov $.
Julio Roberts je revija People enajstkrat uvrstila na svoj seznam »50 najlepših ljudi na svetu«, s čimer je poleg Halle Berry postala največkrat uvrščena igralka na tem seznamu. Leta 2001 ji je revija Ladies Home Journal dodelila naslov enajste najvplivnejše ženske v Ameriki, pred Condoleezzo Rice in takratno prvo damo, Lauro Bush. Julia Roberts je ustvarila produkcijsko podjetje z imenom Red Om Films.

## Zgodnje življenje in družina
Julia Fiona Roberts se je rodila v bolnišnici Crawford Long (zdaj univerzitetna bolnišnica Emory Midtown) v Atlanti, Georgia Betty Lou (rojena Bredemus) in Walterja Gradyja Robertsa. Ima angleške, škotske, irske, valižanske, nemške in švedske korenine. Njeni starši so bili Katoličani in Baptisti, a vzgojili so jo katoliško. Tudi njen starejši brat Eric (s katerim do leta 2004 ni imela stikov), starejša sestra Lisa in nečakinja Emma (Ericova hči) so igralci. Starša Julie Roberts, občasna igralca in scenarista, sta se spoznala med nastopanjem v neki gledališki igri in kasneje sta skupaj ustanovila združenje atlantskih igralcev in scenaristov v Atlanti, Georgia. Ko je bila njena mama noseča z njo, je z možem vodila igralsko šolo za otroke v Decaturju, Georgia. Takrat so se tam šolali vsi otroci Martina Luthra Kinga, ml. in Corette Scott King. V zahvalo za vse, kar je par naredil za njune otroke, je ga. King plačala bolnišnični račun ob rojstvu Julie Roberts.
Leta 1971 je Betty Lou Roberts vložila zahtevo za ločitev in zgodaj leta 1972 se je ločitev finalizirala. Julia Roberts se je skupaj z mamo in sestro preselila v Smyrno, Georgia, kjer se je šolala na osnovni šoli Fitzhugha Leeja, srednji šoli Griffin in srednji šoli Campbell. Njena mama se je nato poročila z Michaelom Motesom in leta 1976 sta dobila hčerko Nancy. Ko je bila Julia Roberts stara deset let, je njen oče umrl zaradi raka.
V šoli je Julia Roberts igrala na klarinet v glasbeni skupini. Kot otrok si je želela postati veterinarka. Potem, ko je končala s šolanjem na srednji šoli Campbell, je odšla v New York, kjer se je pridružila svojemu bratu in sestri v igralskem poslu. Tam je podpisala pogodbo z manekensko agencijo Clack in se vpisala v učne ure igranja. Na začetku je želela kot svoje umetniško ime uporabljati ime »Julie Roberts«, vendar se je nazadnje odločila za uporabo imena »Julia Roberts«, saj je bila v Screen Actors Guild že vpisana igralka z imenom Julie Roberts. Njena nečakinja Emma Roberts, ki jo je včasih vodila na snemanja svojih filmov, se je pridružila svojemu očetu in tetama v igralskem poslu.

## Kariera

### 1986–1989: Začetek in preboj
Julia Roberts se je prvič pojavila v pomembnejšem filmskem projektu leta 1988, ko je posnela film Satisfaction. Film je izšel 12. februarja 1988. Že pred tem je poleg svojega brata Erica zaigrala manjšo vlogo v filmu Blood Red (v filmu je imela samo dve besedi dialoga), ki so ga posneli leta 1987 in izdali leta 1989. Na televiziji se je prvič pojavila poleg Dennisa Farine kot mladoletna žrtev posilstva v televizijski seriji Crime Story, natančneje v epizodi z naslovom »The Survivor«, izdani 13. februarja 1987. Njen prvi kritično uspešen film je bil film Mistična pizza, izdan leta 1988; istega leta je bila vključena v zadnjo epizodo četrte serije z naslovom Miami Vice. Naslednjega leta je zaigrala mlado nevesto s sladkorno boleznijo v filmu Jeklene magnolije in zanjo prejela svoj prvi zlati globus v kategoriji za »najboljšo stransko igralko - Film« ter prvo nominacijo za oskarja v kategoriji za »najboljšo stransko igralko.«

### 1990–2000:Čedno dekleinMoj bivši se poroči
Julia Roberts je občinstvu postala znana potem, ko je poleg Richarda Gerea zaigrala v filmu Čedno dekle (1990). Vlogo je dobila potem, ko so odstopile Michelle Pfeiffer, Molly Ringwald, Meg Ryan, Jennifer Jason Leigh, Karen Allen in Daryl Hannah (njena soigralka iz filma Jeklene magnolije). Film sam je prejel pozitivne ocene s strani kritikov, pohvalili pa so tudi nastop Julie Roberts; Janet Maslin iz revije The New York Times je, na primer, napisala: »Gdč. Roberts … nas popolnoma preseneti in zaradi tega nastopa bo postala velika zvezda.« Za svoj nastop v tem filmu je bila drugič nominirana za oskarja, tokrat v kategoriji za »najboljšo stransko igralko« ter prejela svoj drugi zlati globus, tokrat v kategoriji za »najboljšo igralko - Glasbeni film ali komedija«. Njen naslednji finančno uspešen film, triler z naslovom Sleeping with the Enemy, je izšel leta 1991. V filmu je zaigrala pretepeno ženo, ki pobegne svojemu dementnemu možu, ki ga je zaigral Patrick Bergin, in začne z novim življenjem v Iowi. Še istega leta je zaigrala zvončico v filmu Stevena Spielberga, Kapitan Kljuka ter medicinsko sestro v filmu Umreti mlad. Tem filmom je sledil dveletni premor, v katerem se je samo za kratek čas pojavila v filmu Roberta Altmana, The Player (1992). Zgodaj leta 1993 je revija People napisala članek o njej, naslovljen kot »Kaj se je zgodilo z Julio Roberts?« (»What Happened to Julia Roberts?«) Ponudili so ji vlogo Annie Reed v filmu Romanca v Seattlu (1993), vendar jo je zavrnila.
Leta 1993 je Denzela Washingtona poleg zaigrala v filmu The Pelican Brief, filmski upodobitvi romana Johna Grishama iz leta 1992. Poleg Liama Neesona je zaigrala v filmu Michael Collins (1996), leto poprej pa se je pojavila v trinajsti epizodi druge sezone (»The One After the Superbowl«) televizijske serije Prijatelji. Svoje prizore je posnela med 6. in 8. januarjem 1995. Takrat je bila v razmerju z enim izmed igralcev serije, Matthewom Perryjem in eden izmed gledalcev snemanja serije je kasneje o njunem poljubu v seriji dejal: »Julia je pogledala Matta in dejala: 'Sem zelo vesela, da sva čez vikend vadila.'« Ponudili so ji vlogo Lucy Eleanor Moderatz v filmu Ko si spal (1995), vendar jo je zavrnila.

»[Julia Roberts] je v svoji najboljši formi.«

Ruthe Stein iz revije San Francisco Chronicle o njenem nastopu v filmu Moj bivši se poroči
V naslednjih letih je zaigrala v veliko finančno in kritično neuspešnih filmih, kot je na primer film Mary Reilly (1996) Stephena Frearsa. Po teh neuspešnih filmih je leta 1997 zaigrala v komercialno uspešnem filmu, ki so ga hvalili tudi kritiki, Moj bivši se poroči. Leta 1998 se je pojavila v seriji Sezamova ulica, kjer je poleg Elma (lik iz serije) pokazala svojo sposobnost za spreminjanje čustev. Ponudili so ji vlogo Viole de Lesseps v filmu Zaljubljeni Shakespeare, a jo je zavrnila. Leta 1998 je zaigrala v kritično neuspešnem filmu Z roko v roki ob Susan Sarandon. Nato je ob Hughu Grantu zaigrala v filmu Notting Hill (1999). Istega leta je zaigrala v filmu Pobegla nevesta, svojem drugem filmu z Richardom Gereom. Nato je poleg svojega takratnega fanta, Benjamina Bratta zaigrala v epizodi »Empire« serije Zakon in red. Za svoj nastop v tej televizijski seriji je prejela svojo prvo in zaenkrat edino nominacijo za emmyja.

### 2001–2005:Oceanovih 11inOceanovih 12
Leta 2001 je Julia Roberts prejela oskarja za svojo upodobitev Erin Brockovich, ženske, ki je pomagala pri uspešni tožbi proti podjetju Pacific Gas & Electric, v istoimenskem filmu, izdanem leta 2000. Med podeljevanjem nagrade za »najboljšega igralca« Denzelu Washingtonu naslednjega leta se je pošalila, da je vesela, ker Toma Contija ni tam. Omenila je tudi dirigenta in skladatelja Billa Contija, ki je sodeloval pri ustvarjanju glasbe za podelitev oskarjev in je poskušal prejšnjega leta pospešiti njen govor ob prejemu oskarja. Leta 2001 je ob Bradu Pittu, Georgeu Clooneyju, Mattu Damonu in Andyju Garcíi zaigrala v filmu Oceanovih 11 Stevena Soderbergha, s katerim je sodelovala že pri snemanju filma Erin Brockovich. Z režiserjem je nato sodelovala še dvakrat, leta 2002 in 2004. Istega leta je poleg svojega dolgoletnega prijatelja in soigralca iz filma Oceanovih 11, Brada Pitta zaigrala v gangsterski komediji Mehikanka. Poleg Billyja Crystala in Catherine Zeta-Jones je zaigrala še v filmu Joeja Rotha, Ameriška ljubljenca. Film kljub slavni igralski zasedbi ni bil ne komercialno ne kritično uspešen. Naslednjega leta, leta 2002 je zaigrala v dveh filmih. Prvega, Full Frontal, je režiral Steven Soderbergh, s katerim je sodelovala že tretjič. Pri drugem, Izpovedi nevarnega uma, pa je zaigrala poleg Drew Barrymore, Sama Rockwella in svojega soigralca iz filma Oceanovih 11, Georgea Clooneyja.
Leta 2003 je Julia Roberts posnela samo en film, film z naslovom Nasmeh Mona Lise. Poleg nje so v zgodbi o ženskah v začetku petdesetih let zaigrale še Kirsten Dunst, Julia Stiles, Maggie Gyllenhaal, Marcia Gay Harden in Ginnifer Goodwin. Film, ki ga je režiral Mike Newell, so izdali 19. decembra 2003 in je bil nominiran za zlati globus. Istega leta je upodobila Virginio Eyewitness v dveh epizodah (»What Is Freedom?« in »Yearning to Breathe Free«) v prvi sezoni televizijske serije Freedom: A History Of Us. Naslednjega leta, leta 2004, je posnela še dva filma. Prvi film, naslovljen kot Oceanovih 12, je bilo nadaljevanje filma Oceanovih 11. To je bil zadnji film, ki ga je posnela s Stevenom Soderberghom. Film je bil finančno izredno uspešen, saj je zaslužil skoraj 363 milijonov $, od tega 125 milijonov $ samo v Združenih državah Amerike, kljub temu pa mu filmski kritiki niso dodelili pozitivnih ocen. Kljub dobremu zaslužku film še zdaleč ni zaslužil toliko kot njegov predhodnik. V drugem filmu, romantični drami Bližnji odnosi, ki ga je režiral Mike Nichols, pa je zaigrala ob Natalie Portman, Judeu Lawu in Cliveu Owenu. Oba filma sta izšla decembra 2004. Kljub temu, da je bil film Bližnji odnosi nominiran in je prejel veliko pomembnejših nagrad (Natalie Portman in Clive Owens sta bila celo nominirana za oskarja in prejela zlati globus za najboljša igralca v stranskih vlogah), Julia Roberts sama ni bila nominirana za nobeno pomembnejšo nagrado; kljub temu je kot članica igralske zasedbe prejela nagrado National Board of Review Award in bila nominirana za nagrado Broadcast Film Critics Association Award v kategoriji za »najboljšo igralsko zasedbo«.
Leta 2005 Julia Roberts ni zaigrala v nobenem filmu, pojavila pa se je v videospotu za pesem »Dreamgirl« glasbene skupine Dave Matthews Band. To je bil njen prvi videospot.

### 2006 - danes:Jej, moli, ljubiin zdajšnji projekti
Leta 2006 je Julia Roberts izdala dva filma, Huda mravljica in Čudežna mreža. V obeh filmih je glas posodila animiranih filmih. V naslednjem filmu, Wilsonova vojna (2007), ki ga je režiral Mike Nichols, je zaigrala poleg Toma Hanksa in Philipa Seymourja Hoffmana. Film, ki je izšel 21. decembra 2007, je temeljil na knjigi CBS-jevega novinarja Georgea Crilea. Film Kresnice v vrtu (2008), v katerem je zaigrala ob Ryanu Reynoldsu in Willemu Dafoeu, je izšel februarja 2008 na berlinskem filmskem festivalu.
19. aprila 2006 je Julia Roberts zaigrala v svojem broadwayjskem prvencu; poleg Bradleyja Cooperja in Paula Rudda zaigrala je Nan v igri Richarda Greenberga, Three Days of Rain, ki so jo uprizarjali že leta 1997. Čeprav je igra že v prvem tednu prodala za 1 milijon $ in je v omejenem času predvajanja uživala v velikem komercialnem uspehu, njenemu nastopu kritiki niso dodelili pozitivnih ocen. Novinar revije New York Times, Ben Brantly, jo je opisal kot »vase zagledano (posebej v prvem aktu) [in] se ob svojem igranju posvetila samo dvema igralcema.« Kritiziral je tudi produkcijo »Greenbergove elegantne igre«, saj naj bi bilo »skoraj nemogoče zaznati njegove umetniške vrline pri tej leseni in razbiti interpretaciji, ki jo je režiral Joe Mantello.« Igra Three Days of Rain je prejela dve nominaciji za nagrado tony za odrsko urejanje. Leta 2009 je podjetje Lancôme oznanilo, da bo Julia Roberts postala globalna ambasadorka njihovega podjetja. Julia Roberts je poleg Clivea Owena zaigrala v komičnem trilerju Dvojna igra za katerega je bila sedmič nominirana za zlati globus. Leta 2010 je skupaj z Bradleyjem Cooperjem, svojim soigralcem iz gledališke igre Three Days of Rain ter svojo nečakinjo Emmo zaigrala v filmu Valentinovo, naslednjega leta pa še v filmski upodobitvi romana Jej, moli, ljubi. Film Jej, moli, ljubi je postal njen v prvem tednu najbolje prodajani film od filma Ameriška ljubljenca. Kasneje tistega leta je podpisala petletno pogodbo s podjetjem Lancôme, vredno 32 milijonov £ (50 milijonov $) ter producirala svoj prvi film, v katerem ni tudi igrala, Jesus Henry Christ. Film se je premierno predvajal na filmskem festivalu Tribeca tistega leta. Leta 2011 je kot Mercedes Tainot zaigrala poleg Toma Hanksa, tudi režiserja filma, v romantični komediji Larry Crowne. Film je na začetku dobil izredno slabe ocene s strani filmskih kritikov (175 kritikov s spletne strani Rotten Tomatoes mu je dodelilo samo 35 % pozitivnih ocen), vendar so komični nastop Julie Roberts kljub temu v glavnem hvalili.

### FilmiAmerican Girl
Julia Roberts je posnela filmske različice nekaterih knjig American Girl, ki jih je posnela skupaj s svojo sestro Liso. Knjige govorijo o prednajstniških ameriških dekletih v različnih obdobjih, po njih pa so izdelali tudi razne produkte. Julia Roberts je zaenkrat po knjigah posnela štiri filme.

## Zasebno življenje

### Razmerja
Julia Roberts naj bi imela romantična razmerja z mnogimi slavnimi moškimi, kot so Liam Neeson, Dylan McDermott, Kiefer Sutherland, Jason Patric, Lyle Lovett, Matthew Perry in Benjamin Bratt. Za kratek čas je bila zaročena z Dylanom McDermottom, svojim soigralcem iz filma Jeklene magnolije in po besedah režiserja Stevena Spielberga se je ob razhodu na snemanju filma Kapitan Kljuka soočala z raznimi mentalnimi težavami. Kieferja Sutherlanda je spoznala leta 1990 med snemanjem filma Flatliners. Avgusta tistega leta je par oznanil zaroko in 14. junija 1991 sta nameravala organizirati snemano poroko. Tri dni pred poroko je Julia Roberts razdrla zaroko. Nato je pričela z razmerjem s prijateljem Kieferja Sutherlanda, irskim igralcem Jasonom Patricom. 25. junija 1993 se je poročila s country pevcem Lyleom Lovettom. Poročila sta se v protestantski cerkvi sv. Jamesa v Marionu, Indiana, blizu prizorišča enega izmed koncertov, na katerih je nastopal. Marca 1995 se je par razšel in kmalu zatem sta se tudi uradno ločila.
Leta 1998 je Julia Roberts pričela hoditi z zvezdo serije Zakon in red, Benjaminom Brattom in 25. marca 2001 jo je spremljal na podelitvi oskarjev, kjer je dobila oskarja za najboljšo igralko. Tri mesece kasneje, junija 2001, sta oznanila, da nista več skupaj. »Prišlo je do prijaznega in nežnega konca,« je povedala.
Julia Roberts je svojega trenutnega moža, Daniela Moderja, spoznala na snemanju filma Mehikanka leta 2000, ko je še vedno hodila z Benjaminom Brattom. Takrat je bil Daniel Moder poročen z Vero Steimberg Moder. Po malo več kot letu dni je vložil zahtevo za ločitev in ko je bila ta finalizirana, sta se z Julio Roberts 4. julija 2002 v Taosu, Nova Mehika. Skupaj imata tri otroke, dvojčka Hazel Patricio Moder in Phinnaeusa Walterja »Finna« Moderja (rojena 28. novembra 2004), ter Henryja Daniela Moderja (rojen 18. junija 2007).

### Versko prepričanje
V intervjuju z revijo Elle leta 2010 je Julia Roberts omenila, da verjame in živi po načelih hinduizma. Julia Roberts je predana Neemu Karoliju Babi (Maharaj-ji). Zaradi njegove podobe se je pričela zanimati za hinduizem.

### Dobrodelna dela
Julia Roberts je sodelovala z Unicefom in še mnogimi drugimi dobrodelnimi organizacijami. 10. maja 1995 je ob prihodu v Port-au-Prince dejala, da pri tovrstnih stvareh sodeluje zato, da »izobražujem samo sebe.« Po njenem mnenju je po svetu preveč revščine. »Moje srce je počilo,« je dejala. Drugi UNICEF-ovi člani so upali, da bodo z njenim šestdnevnim obiskom revnih držav zbrali 10 milijonov $.
Leta 2000 je Julia Roberts govorila v ozadju dokumentarnega filma Silent Angels o sindromu Rett, nevrološki motnji živčnega sistema, ki so ga posneli v Los Angelesu, Baltimoreu in New Yorku. Z dobičkom dokumentarnega filma so nameravali povečati ozaveščenost o tej bolezni. Julija 2006 je podjetje Earth Biofuels oznanilo, da je Julia Roberts postala njihova nova govornica in še isti mesec je ustanovila lastno podjetje, Advisory Board, s katerim je promovirala uporabo
obnovljivih goriv.

## Filmografija

### Filmi
| Leto | Naslov                          | Vloga                      | Opombe |
| ---- | ------------------------------- | -------------------------- | --- |
| 1987 | Firehouse                       | Babs                       | |
| 1988 | Blood Red                       | Maria Collogero            | |
| 1988 | Mistična pica                   | Daisy Arujo                | Nominirana — Independent Spirit Award za najboljšo žensko igralko Nominirana — Young Artist Award za najboljšo mlado igralko v filmu – Drama |
| 1988 | Satisfaction                    | Daryle                     | Poznano tudi kot Girls of Summer |
| 1989 | Jeklene magnolije               | Shelby Eatenton Latcherie  | Zlati globus za najboljšo stransko igralko – Film Nominirana — Oskar za najboljšo stransko igralko |
| 1990 | Flatliners                      | Rachel Mannus              | Nominirana — Saturn Award za najboljšo stransko igralko |
| 1990 | Čedno dekle                     | Vivian Ward                | Blimp Award za najljubšo filmsko igralko Zlati globus za najboljšo igralko – Glasbeni film ali komedija Nominirana — Oskar za najboljšo igralko Nominirana — BAFTA Award za najboljšo igralko v glavni vlogi |
| 1991 | Kapitan Kljuka                  | Zvončica                   | Nominirana — Zlata malina za najslabšo stransko igralko |
| 1991 | Umreti mlad                     | Hilary O'Neil              | Nominirana — MTV Movie Award za najboljšo žensko igralko Nominirana — MTV Movie Award najbolj zaželena ženska |
| 1991 | Sleeping with the Enemy         | Sara Waters/Laura Burney   | Nominirana — Saturn Award za najboljšo igralko |
| 1992 | The Player                      |                            | Cameo |
| 1993 | The Pelican Brief               | Darby Shaw                 | Nominirana — MTV Movie Award za najboljši ženski nastop |
| 1994 | Prêt-à-Porter                   | Anne Eisenhower            | Poznano tudi kot Ready to Wear National Board of Review Award za najboljšo igralsko zasedbo |
| 1994 | I Love Trouble                  | Sabrina Peterson           | |
| 1995 | Čenče                           | Grace King Bichon          | |
| 1996 | Vsi pravijo: ljubim te          | Von Sidell                 | |
| 1996 | Michael Collins                 | Kitty Kiernan              | |
| 1996 | Mary Reilly                     | Mary Reilly                | Nominirana — Zlata malina za najslabšo igralko |
| 1997 | Conspiracy Theory               | Alice Sutton               | Blockbuster Entertainment Award za najljubšo igralko |
| 1997 | Moj bivši se poroči             | Julianne Potter            | Blockbuster Entertainment Award za najljubšo igralko – Komedija Nominirana — Zlati globus za najboljšo igralko – Glasbeni film ali komedija Nominirana — Satellite Award za najboljšo igralko - Glasbeni film ali komedija Nominirana — MTV Movie Award za najljubši ženski nastop |
| 1998 | Z roko v roki                   | Isabel Kelly               | Blockbuster Entertainment Award za najljubšo igralko – Drama]] Nominirana — Blimp Award za najljubšo filmsko igralko |
| 1999 | Pobegla nevesta                 | Maggie Carpenter           | Nominirana — Blimp Award za najljubšo filmsko igralko (tudi za Notting Hill) Nominirana — Blockbuster Entertainment Award za najljubšo igralko – Komedija/Romantični Nominirana — Csapnivalo Award za najboljšo žensko igralko Nominirana — MTV Movie Award za najljubši ženski nastop |
| 1999 | Notting Hill                    | Anna Scott                 | Nominirana — Blimp Award za najljubšo filmsko igralko (tudi za Pobegla nevesta) Nominirana — Blimp Award za najljubši filmski par (skupaj s Hughom Grantom) Nominirana — Blockbuster Entertainment Award za najljubšo igralko – Komedija/Romantični film Nominirana — Zlati globus za najboljšo igralko – Glasbeni film in komedija Nominirana — Satellite Award za najboljšo igralko - Glasbeni film ali komedija |
| 2000 | Erin Brockovich                 | Erin Brockovich            | Oskar za najboljšo igralko BAFTA Award za najboljšo igralko v glavni vlogi Broadcast Film Critics Association Award za najboljšo igralko Blockbuster Entertainment Award za najljubšo igralko – Drama Empire Award za najboljšo igralko Zlati globus za najboljšo igralko – Filmska drama London Film Critics Circle Film Award za igralko leta Los Angeles Film Critics Association Award za najboljšo igralko MTV Movie Award za najboljši ženski nastop National Board of Review Award za najboljšo igralko San Diego Film Critics Society Award za najboljšo igralko Screen Actors Guild Award za izstopajoči nastop ženske igralke v glavni vlogi Teen Choice Award za film – Izbira igralke Nominirana —Chicago Film Critics Association Award za najboljšo igralko Nominirana — Las Vegas Film Critics Society Award za najboljšo igralko Nominirana — MTV Movie Award za najboljši prizor iz filma (za prizor »Bite my ass, Krispy Kreme!«) Nominirana — MTV Movie Award za najbolj zaželeno žensko Nominirana — Online Film Critics Society Award za najboljšo igralko Nominirana — Satellite Award za najboljšo igralko - Filmska drama |
| 2001 | Oceanovih 11                    | Tess Ocean                 | Nominirana - Phoenix Film Critics Society Award za najboljšo igralsko zasedbo |
| 2001 | Ameriški ljubljenci             | Kathleen »Kiki« Harrison   | |
| 2001 | Mehikanka                       | Samantha Barzel            | Nominirana — Teen Choice Award za film – Izbira kemije (skupaj z Bradom Pittom) |
| 2002 | Izpovedi nevarnega uma          | Patricia Watson            | |
| 2002 | Grand Champion                  | Jolene                     | |
| 2002 | Full Frontal                    | Catherine/Francesca        | |
| 2003 | Nasmeh Mona Lise                | Katherine Ann Watson       | |
| 2004 | Oceanovih 12                    | Tess Ocean                 | Nominirana — Broadcast Film Critics Association Award za najboljšo igralsko zasedbo |
| 2004 | Bližnji odnosi                  | Anna Cameron               | National Board of Review Award za najboljšo igralsko zasedbo Nominirana — Broadcast Film Critics Association Award za najboljšo igralsko zasedbo |
| 2006 | Čudežna mreža                   | Charlotte, pajkovka (glas) | |
| 2006 | Beslan: Three Days In September | Pripovedovalka             | |
| 2006 | Huda mravljica                  | Hova (glas)                | Nominirana — Blimp Award za najljubši glas iz animiranega filma |
| 2007 | Wilsonova vojna                 | Joanne Herring             | Nominirana — Zlati globus za najboljšo stransko igralko – Film |
| 2008 | Kresnice v vrtu                 | Lisa Waechter              | |
| 2009 | Dvojna igra                     | Claire Stenwick            | Nominirana — Zlati globus za najboljšo igralko – Glasbeni film ali komedija |
| 2010 | Valentinovo                     | Kate                       | Nominirana — People's Choice Award za najljubšo filmsko igralko (tudi za Jej, moli, ljubi) |
| 2010 | Jej, moli, ljubi                | Elizabeth Gilbert          | Nominirana — People's Choice Award za najljubšo filmsko igralko (tudi za Valentinovo) |
| 2011 | Larry Crowne                    | Mercedes Tainot            | |
| 2012 | Mirror Mirror                   | Zlobna kraljica            | |
| 2012 | August: Osage County            | Barbara Fordham            | |

### Televizija
| Leto | Naslov                   | Vloga               | Opombe                                                                                |
| ---- | ------------------------ | ------------------- | ------------------------------------------------------------------------------------- |
| 1987 | Crime Story              | Tracy               | Epizoda »The Survivor« (1.19)                                                         |
| 1988 | Miami Vice               | Polly Wheeler       | Sezona 4, epizoda 22: »Mirror Image«                                                  |
| 1988 | Baja Oklahoma            | Candy Hutchins      | TV                                                                                    |
| 1996 | Prijatelji               | Susie Moss          | Epizoda »The One After the Superbowl: Part 2« (2.13)                                  |
| 1999 | Zakon in red             | Katrina Ludlow      | Epizoda »Empire« Nominirana — Emmy za izstopajočo gostovalno igralko – Dramska serija |
| 2003 | Freedom: A History Of Us | Virginia Eyewitness | 2 epizodi: »What Is Freedom?« (1.07); »Yearning to Breathe Free« (1.10)               |
| 2010 | Hope For Haiti Now       | Ona                 | Televizijska oddaja v pomoč žrtvam potresa na Haitiju                                 |